# Đặc công C9
《Đặc công C9》(tiếng Trung: C9特工; tiếng Anh: Go! Go! Go! Operation C9) là bộ phim hài hiện đại được chế tác và quay bởi Công ty hữu hạn quảng bá truyền hình Hong Kong. Các diễn viên chính Cao Hải Ninh, Mã Quốc Minh và  Lê Nặc Ý, diễn viên phụ Chu Mẫn Hãn, Viên Khiết Nghi, Dương Trác Na, Lý Gia Đỉnh, Giản Thục Nhi và Lâm Y Kỳ. Chỉ đạo võ thuật Thái Tông Vinh, biên thẩm Ngũ Lập Quang và Thái Thục Hiền, giám chế Lương Diệu Kiên. Đây là một bộ phim trong Tuần lễ chương trình TVB 2019.

## Diễn viên

### Nhà họ Cao
| Diễn viên                  | Vai diễn     | Ghi chú |
| Từ Mân Tình                |              | Vợ đã mất của Cao Âu Mẹ đã mất của Cao Thanh Lệ, Cao Đại Kình, Cao Đại Kiều Bà nội đã mất của Cao Hi Lãng, bào thai bốn Mẹ chồng của Dư Tiểu Kiều Mẹ chồng cũ của Betty Leung |
| Lý Gia Đỉnh                | Cao Âu       | Chú Âu, bé Âu (Cao Hi Lãng gọi) Chủ tiệm sửa chữa "Điện khí Cao Âu"/ Cựu đặc công, số hiệu A1 sinh năm 1958 Cha của Cao Thanh Lệ, Cao Đại Kình, Cao Đại Kiều Ông nội của Cao Hi Lãng, bào thai bốn Cha chồng của Dư Tiểu Kiều Cha chồng cũ của Betty Leung Tập 18 bị người nhà biết chuyện từng làm đặc công Tập 20 cùng B12, C9, H51 lại lần nữa chấp hành công tác đặc công |
| Lương Nhân (Thiếu niên)    | Cao Thanh Lệ | A Lệ, chị Lệ Bà chủ tiệm làm đẹp Sinh năm 1978 Nói năng không chừng mực Con gái trưởng của Cao Âu Chị của Cao Đại Kình, Cao Đại Kiều Chị chồng của Dư Tiểu Kiều Chị chồng cũ của Betty Leung Cô của Cao Hi Lãng, bào thai bốn Người duy nhất trong nhà không biết Dư Tiểu Kiều và Cao Âu là đặc công Tập 15 bị thủ hạ của A5 làm hôn mê, tập 17 tỉnh dậy |
| Viên Khiết Nghi            | Cao Thanh Lệ | A Lệ, chị Lệ Bà chủ tiệm làm đẹp Sinh năm 1978 Nói năng không chừng mực Con gái trưởng của Cao Âu Chị của Cao Đại Kình, Cao Đại Kiều Chị chồng của Dư Tiểu Kiều Chị chồng cũ của Betty Leung Cô của Cao Hi Lãng, bào thai bốn Người duy nhất trong nhà không biết Dư Tiểu Kiều và Cao Âu là đặc công Tập 15 bị thủ hạ của A5 làm hôn mê, tập 17 tỉnh dậy |
| Trịnh Gia Lạc (Thiếu niên) | Cao Đại Kình | A Kình, Bravo, anh Kình Người bán rau trong chợ Sinh năm 1982 Con trai trưởng của Cao Âu Em trai của Cao Thanh Lệ Anh của Cao Đại Kiều Chồng của Dư Tiểu Kiều Chồng cũ của Betty Leung, vì vấn đề giàu nghèo mà li hôn Cha của Cao Hi Lãng, bào thai bốn Tập 10 biết thân phận đặc công của Dư Tiểu Kiều Tập 20 trở thành đặc công, số hiệu B12 |
| Mã Quốc Minh               | Cao Đại Kình | A Kình, Bravo, anh Kình Người bán rau trong chợ Sinh năm 1982 Con trai trưởng của Cao Âu Em trai của Cao Thanh Lệ Anh của Cao Đại Kiều Chồng của Dư Tiểu Kiều Chồng cũ của Betty Leung, vì vấn đề giàu nghèo mà li hôn Cha của Cao Hi Lãng, bào thai bốn Tập 10 biết thân phận đặc công của Dư Tiểu Kiều Tập 20 trở thành đặc công, số hiệu B12 |
| Cao Hải Ninh               | Dư Tiểu Kiều | Mẹ Cute Nội trợ/ Đặc công, số hiệu C9 Sinh năm 1989 Vợ thứ hai của Cao Đại Kình Mẹ kế của Cao Hi Lãng, coi như con ruột Mẹ của bào thai bốn Con dâu của Cao Âu Em dâu của Cao Thanh Lệ Chị dâu của Cao Đại Kiều 5 năm trước quen biết cả nhà họ Cao ở tiệm trà Đem giấu công cụ vũ khí đặc công của mình trong tiệm sửa chữa "Điện khí Cao Âu" Tập 10 bị Cao Đại Kình biết được thân phận đặc công Tập 17 mang thai Tập 20 sinh hạ bào thai bốn, cũng tại 1 năm sau một lần nữa làm công tác đặc công Tập 20 truy sát Thiểm Linh, những sau đó cố tình thả, cùng Cao Đại Kình hợp tác đánh bại B3 |
| Chu Mẫn Hãn                | Cao Đại Kiều | DQ, nhóc DQ, chú DQ (Cao Hi Lãng gọi) Sinh năm 1991 Con trai út của Cao Âu Em trai của Cao Thanh Lệ, Cao Đại Kình Em trai chồng của Dư Tiểu Kiều Em trai chồng cũ của Betty Leung Chú của Cao Hi Lãng, bào thai bốn Theo đuổi Tôn La Na, cùng có tuyến tình cảm Mong muốn trở thành tuyển thủ game Tập 20 trở thành đặc công, số hiệu H51 |
| Hồ Tuấn Hiên               | Cao Hi Lãng  | Hi Lãng, bé Cải Rổ, ông Cải Rổ (Cao Âu gọi) Con trai của Cao Đại Kình, Betty Leung Con trai kế của Dư Tiểu Kiều, người này, coi người này là mẹ ruột và người nhà Anh của bào thai bốn Cháu đích tôn của Cao Âu Cháu trai của Cao Thanh Lê, Cao Đại Kiều |

### Nhà họ Tôn
| Diễn viên     | Vai diễn  | Ghi chú |
| Lâm Y Kỳ      | Bà Tôn    | Nội trợ Sinh năm 1968 Mẹ của Tôn La Na Nhắm vào Cao Đại Kình Ra mắt ở tập 2                                                                |
| Giản Thục Nhi | Tôn La Na | Laura Chủ tiệm đồ ngọt Sinh năm 1994 Con gái trưởng của bà Tôn Đối tượng theo đuổi của Cao Đại Kiều, cùng có tuyến tình cảm Ra mắt ở tập 2 |

## Ký sự
- Ngày 14/5/2018: Cử hành họp báo công bố tạo hình cho phim tại xưởng 1 TVB City số 77 đường Tuấn Tài khu công nghiệp Tướng Quân Áo lúc 12:30[4].
- Ngày 4/7/2018: Cử hành nghi thức bái thần phim mới tại xưởng 12 TVB City số 77 đường Tuấn Tài khu công nghiệp Tướng Quân Áo lúc 15:00[5].
- Ngày 22/8/2018: Tổ chức tiệc đóng máy cho phim tại Loan Tử[6].
- Ngày 17/9/2020: Cử hành hoạt động tuyên truyền "Hình cách xuất động" cho phim tại TVB City Tướng Quân Áo[7].
- Ngày 28/9/2020: Cử hành hoạt động tuyên truyền "Hạp gia đoàn viên khánh trung thu" cho phim tại TVB City Tướng Quân Áo[8].
- Ngày 12/10/2020: Cử hành hoạt động tuyên truyền "Nhiệm vụ cuối cùng" cho phim tại TVB City Tướng Quân Áo[9].

## Tỉ suất xem đài
| Tuần    | Số tập  | Ngày              | Rating trung bình | Rating cao nhất | Ghi chú                                          |
| 1       | 1－5    | 21/9－25/9/2020   | 22.0              | 24.0            | Tổng rating trong 7 ngày của tập 1 là 24.0 điểm  |
| 2       | 6－10   | 28/9－2/10/2020   | 19.6              | 21.4            | Tổng rating trong 7 ngày của tập 6 là 21.4 điểm  |
| 3       | 11－15  | 5/10－9/10/2020   | 20.4              | 21.4            | Tổng rating trong 7 ngày của tập 15 là 21.4 điểm |
| 4       | 16－20  | 12/10－16/10/2020 | 21.1              | 22.6            | Tổng rating trong 7 ngày của tập 20 là 22.6 điểm |
| Cả phim | Cả phim | Cả phim           | 20.8              |                 |                                                  |